# Глембочек (Познанский повет)
Глембо́чек (пол.  Głęboczek) — село в Польше на территории гмины Мурована-Гослина Познанского повета Великопольского воеводства.

## География
Село находится в 7 км на восток от города Мурована-Гослина на территории ландшафтном парке Пуща-Зелёнка. Вблизи села находится озеро Глембочек и река Троянка.

## История
Первые упоминания о селе относятся к 1368 году. В первые века своего существования село имело разные наименования Глембодзец, Мнишек, Ксензы-Борек и Оброчне. В 1453 году село упоминается как собственность Петра с Глембочек герба Лодзя. В 1458 году село получило городское право. В 1580 года Глембочек потерял статус города. В 1793—1807 и 1815—1981 года село входило в состав королевства Пруссия.
С 1975 по 1998 год село входило в Познанское воеводство.

## Достопримечательности
- В 500 метрах от села находится городище «Pańsk Dwor» («Пански Двор»).
- Памятный камень о придании селу в 1458 году городского статуса.

## Туризм
В селе начинается туристический маршрут на лошадях, который проходит через заповедник Кляшторне-Моджеве.

## Галерея

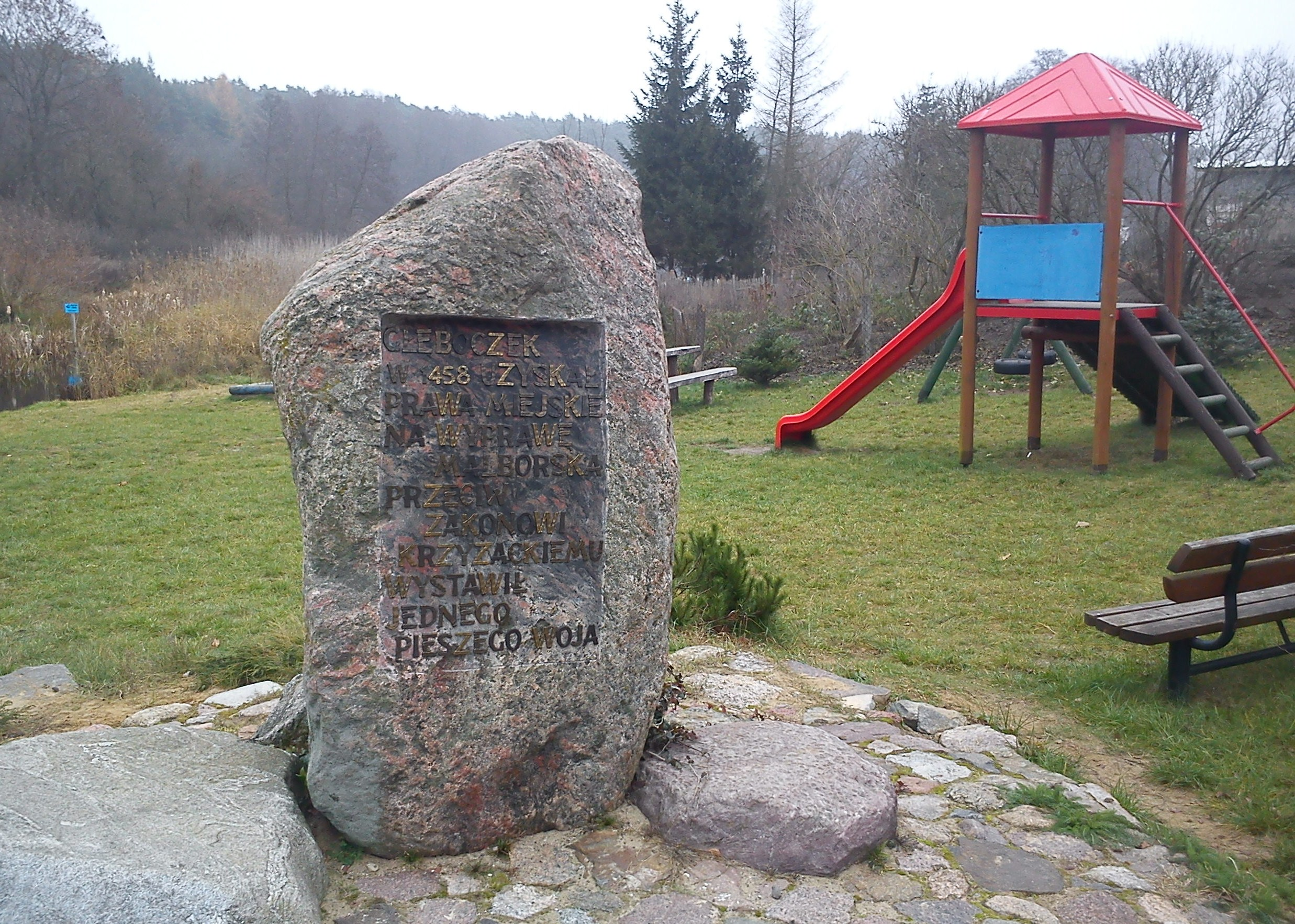
Памятный знак о придании селу городского статуса